# Kolonie Newfoundland
Newfoundland byla v letech 1610–1907 zprvu anglická, později britská kolonie, ležící v severovýchodní části Severní Ameriky podél atlantického pobřeží a skládající se z ostrova Newfoundlandu a východního pobřeží poloostrova Labrador. Před vznikem kolonie tu žily původní národy. Kolonie byla přeměněna v britské dominium v roce 1907.

## Historie
Kolonie Newfoundland vznikla jako soukromá, nikoli jako formální kolonie Anglického království, avšak na základě patentu uděleného králem Jakubem I. v roce 1610, aby bylo zajištěno zřízení osad na stejnojmenném ostrově. V té době tam žily původní indiánské národy, především Beothukové a jejich tradiční nepřátelé Mikmakové. Osad bylo v roce 1623 již šest, ovšem současně zde v té době vznikaly i osady francouzských kolonistů. Rivalita mezi Francií a Anglií, později Spojeným královstvím Velké Británie a Irska byla klíčová pro historii této oblasti. Britské osady byly téměř zničeny během války krále Viléma roku 1696, ale již příštího roku byly obnoveny. Postupně bylo osidlováno především pobřeží ostrova a původní obyvatelé byli vytlačováni do jeho vnitrozemí. To bylo příčinou nepříznivých změn loveckých zvyklostí Indiánů, které způsobily úbytek zvěře a později hladomory mezi nimi, což vedlo, kromě nakažlivých nemocí, k dramatickému poklesu původní populace.

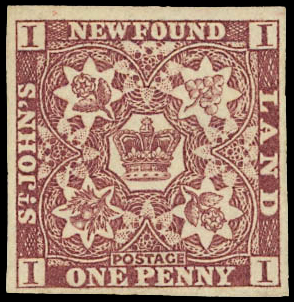
Newfoundlandská jednopencová známka z roku 1857

Kolonie pozbyla soukromého charakteru v roce 1728 a britské osady se dostaly pod správu britského královského námořnictva (Royal Navy). Pobřeží bylo rozděleno do několika zón, které spravovali námořní důstojníci, velící lodím ochraňujícím příslušnou část moře. Po vítězné účasti Spojeného království v rozsáhlé sedmileté válce (1756–1763) se situace v kolonii v druhé polovině 18. století zklidnila, a proto mohli Newfoundlanďané začít pronikat i na severovýchodní pobřeží Labradoru. I tak se Newfoundland dostal mimo hlavní zájem britské politiky a díky své izolaci zůstal stranou v americké válce za nezávislost, která vznikla po rebelii 13 severoamerických britských kolonií. V roce 1783 se Newfoundland stal součástí Britské Severní Ameriky. Počátkem 19. století byla zavedena standardní koloniální správa a byl jmenován guvernér kolonie. Kolonie byla povýšena na korunní kolonii v roce 1825 a v roce 1832 získala vlastní ústavu. Zhruba v té době vymřeli na ostrově poslední původní obyvatelé.
V roce 1854 poskytla britská vláda Newfoundlandu ještě větší míru samostatnosti a zřídila tam samosprávu. V roce 1855 vyhrál volby Philip Francis Little, rodák z Ostrova Prince Edwarda, když porazil konzervativce a vytvořil první vládu korunní kolonie (1855–1858). Newfoundlanďané sice v roce 1864 vyslali svého zástupce na jednání o budoucím uspořádání Britské Severní Ameriky, ale velké pochybnosti v nich vzbuzovaly ekonomické otázky, především velké zadlužování kvůli budování železnic. Ve volbách roku 1869 byli konfederalisté poraženi, v důsledku čehož se Newfoundland tehdy ke Kanadě nepřipojil a zůstal britskou kolonií až do získání statusu britského dominia (viz příslušný článek) dne 26. září 1907. Až 31. března 1949 se toto dominium po dvou referendech konaných v roce 1948 připojilo k tehdejší Kanadské konfederaci.